# Acanthochondria phycidis
Acanthochondria phycidis is een eenoogkreeftjessoort uit de familie van de Chondracanthidae. De wetenschappelijke naam van de soort is voor het eerst geldig gepubliceerd in 1886 door Rathbun.